# Ann Veneman
Ann Veneman   (Modesto, 29 de juny de 1949) és una política i advocada estatunidenca. Va ser Secretària d'Agricultura dels Estats Units entre 2001 i 2005 i Directora Executiva de l'UNICEF entre 2005 i 2010.
Va llicenciar-se en ciències polítiques i en dret, i el 1986 va entrar a treballar al Departament d'Agricultura dels Estats Units. Va participar en la Ronda Uruguai del GATT el 1986. També va exercir com a advocada d'ofici a Washington i Califòrnia i va ostentar diversos alts càrrecs al govern estatal i federal.
El gener de 2001 va ser nomenada Secretària d'Agricultura dels Estats Units durant el primer govern de George W Bush, essent la primera dona en ostentar el càrrec. Posteriorment va exercir com a Directora Executiva de l'UNICEF entre 2005 i 2010. El 2009 va ser llistada com una de les 100 dones més poderoses del món per la revista Forbes.